# Авруй
Авру́й (чув. Авруй) — деревня в Вурнарском районе Чувашской Республики России. Входит в состав Ершипосинского сельского поселения.

## География
Деревня находится в центральной части Чувашии, в пределах Чувашского плато, в зоне хвойно-широколиственных лесов, к западу от автодороги 97К-004, на расстоянии примерно 10 км (по прямой) к юго-западу от посёлка городского типа Вурнары, административного центра района. Абсолютная высота — 147 м над уровнем моря.

### Климат
Климат характеризуется как умеренно континентальный, с умеренно холодной снежной зимой и тёплым летом. Среднегодовая температура воздуха — 3 °С. Средняя температура воздуха самого тёплого месяца (июля) — 18,3 °C (абсолютный максимум — 37 °C); самого холодного (января) — −12,9 °C (абсолютный минимум — −42 °C). Безморозный период длится 143 дня. Продолжительность периода активной вегетации растений (средняя температура воздуха выше 10 °C) составляет 132—137 дней. Среднегодовое количество атмосферных осадков составляет 552 мм, из которых большая часть выпадает в тёплый период. Снежный покров держится около 147 дней.

### Часовой пояс
Деревня Авруй, как и вся Чувашия, находится в часовой зоне МСК (московское время). Смещение применяемого времени относительно UTC составляет +3:00.

## Население
| 2010 | 2012 |
| ---- | ---- |
| 5    | →5   |

### Половой состав
По данным Всероссийской переписи населения 2010 года, в гендерной структуре населения мужчины составляли 40 %, женщины — соответственно 60 %.

### Национальный состав
Согласно результатам переписи 2002 года, в национальной структуре населения чуваши составляли 100 % из 20 чел.

## Известные уроженцы
- Кириллов, Николай Кириллович (1948—2024) — советский и российский ветеринар и животновод. Доктор ветеринарных наук.